# باندو مینوسوکه دوم
باندو مینوسوکه دوم (انگلیسی: Bandō Minosuke II؛ زادهٔ ۱۶ سپتامبر ۱۹۸۹) بازیگر، و بازیگر کابوکی اهل ژاپن است.